# Adina (opera)
Adina, o Il califfo di Bagdad (Adina, eller kalifen i Bagdad) är en opera i en akt med musik av Gioacchino Rossini och libretto av Marchese Gherardo Bevilacqua-Aldobrandini.

## Historia
År 1817/1818 fick Rossini i uppdrag av Diego Ignazio de Pina Manique (polischef och inspektör för Portugals teater) att skriva en opera som denne skulle överräcka som gåva till en firad sångerska på Teatro Nacional de São Carlos i Lissabon. Det handlade om ett privat uppförande och Rossini fick fria händer vid val av libretto. Kontraktet undertecknades den 7 april 1818 i Neapel och operan skulle vara klar till den 10 juni. Librettot skrevs av Marchese Gherardo Bevilacqua-Aldobrandini, en vän till Rossini, och byggde på Felice Romanis libretto till Francesco Basilis opera Il califfo e la schiava från 1819. På grund av andra åtaganden som sjukdom försenades operan. Rossini engagerade sig ytterst lite i operan men i augusti 1818 var verket klart och sändes ned till Portugal. På oklara grunder uppfördes operan inte förrän den 12 juni 1826. Därefter glömdes operan bort och uppfördes inte på nytt förrän 1963. 

## Personer
- Adina, en slavinna (sopran)
- Selimo, hennes forne älskade (tenor)
- Kalifen, Adinas okände fader (bas)
- Ali, en ung arab (tenor)
- Mustafa, trädgårdsmästare (bas)

## Handling
Kalifen i Bagdad har förälskat sig i slavflickan Adina. Hon slits mellan kärleken till kalifen och hennes forne älskade Selimo. Med hjälp av sin tjänare Mustafa lyckas Selimo förmå Adina att fly med honom. Men de upptäcks och arresteras. När Selimo döms till döden svimmar Adina. Då upptäcker kalifen att hon bär en medaljong som hennes försvunna dotter bar.

## Musiken
Orkestern består av:
- Träblås: två flöjter (två piccolaflöjter), två oboer, två klarinetter, två fagotter
- Bleckblås: två valthorn, två trumpeter
- Slagverk: pukor, bastrumma, cymbal
- Stråkar
- Basso continuo

Operan innehåller följande musiknummer:
Akt I
- Nr 1 - Introduktion: "Quando m'offre amica sorte - Viva, viva dei credenti - Qual nei vaghi ed eterni giardini" (Kör, Selimo, Mustafà, kalifen)
- Nr 2 - Cavatina: "Fragolette fortunate" (Adina, kör)
- Nr 3 - Kör och duett: "Se non m'odi o mio tesoro" (Adina, kalifen)
- Nr 4 - Aria: D'intorno al serraglio (Kalifen)
- Nr 5 - Aria: "Giusto ciel, che i dubbi miei" (Selimo)
- N. 6 - Kvartett: "Nel lasciarti, o caro albergo" (Adina, Selimo, Mustafà, kalifen)
- Nr 7 - Kör och aria Final: "Apri i begli occhi, Adina - Dove sono? Ancor respiro?" (Kör, Adina, Selimo, kalifen, Mustafà, Alì)

Rossini komponerade endast fyra nya musiknummer för Adina: Introduktionen, Adinas cavatina "Fragolette fortunate",  kvartetten och finalen. Två nummer härstammar från en okänd medarbetare, och tre lånade han från sin opera Sigismondo. Någon ouvertyr har inte operan, då kontraktet inte specificerar detta.